# Albanees paard
Het Albanese paard is een klein paard dat behoort tot de 'Balkangroep'. Het is een sober en hard werkpaard uit Albanië.

## Geschiedenis
Ten tijde van het Ottomaanse Rijk werden inheemse Albanese paarden op grote schaal gekruist met arabieren. Het oorspronkelijke Albanese paard was waarschijnlijk terug te voeren op rassen als het Mongoolse paard, de tarpan en het Turkmeense paard. Sinds 1980 zijn er maatregelen genomen om het aantal Albanese paarden te vergroten en te veredelen en geschikter te maken voor landbouwwerk.
Tegenwoordig is het doel nog steeds het aantal paarden te vergroten en de kwaliteit omhoog te brengen. Hiertoe worden arabieren, nonius en haflingers gekruist met Albanese paarden. Noniuspaarden (Hongaarse warmbloed) worden speciaal gefokt in Shkodër en vervolgens ingezet op diverse plaatsen in het land. De belangrijkste reden voor dit fokprogramma is dat men probeert een groter paard te fokken, dat beter opgewassen is tegen werk in de landbouw en in heuvelachtig terrein.

## Uiterlijk
Het Albanese paard is klein en stevig gebouwd. De meest voorkomende kleuren zijn zwart, vos, bruin en schimmel. Het ras is onder te verdelen in twee typen, het Myzequa-type met een stokmaat van ongeveer 1,35 meter en een wat kleiner bergtype, waarvan de stokmaat gemiddeld 1,24 meter is. Het Myzequa-type is vernoemd naar de vlakte waar het oorspronkelijk voornamelijk voorkwam, het bergtype kwam uit het bergachtige deel van Albanië.

## Karakter
Het Albanese paard is werkwillig en levendig. Deze paarden zijn enorm lenig en vast ter been.

## Gebruik
Het Albanese paard wordt van oudsher gebruikt als trekdier in de landbouw en in het transport.

## Afbeeldingen

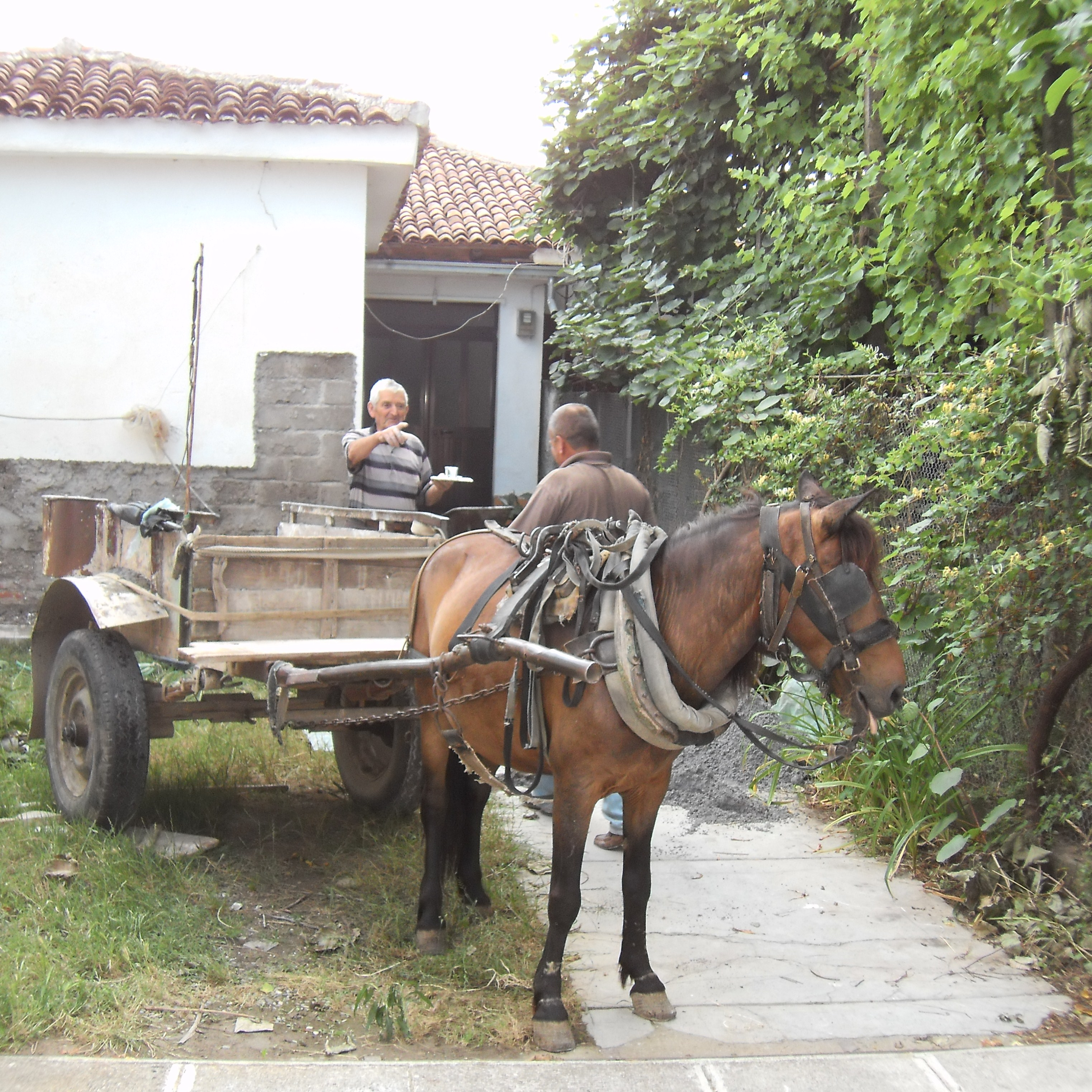
Albanees paard voor een kar
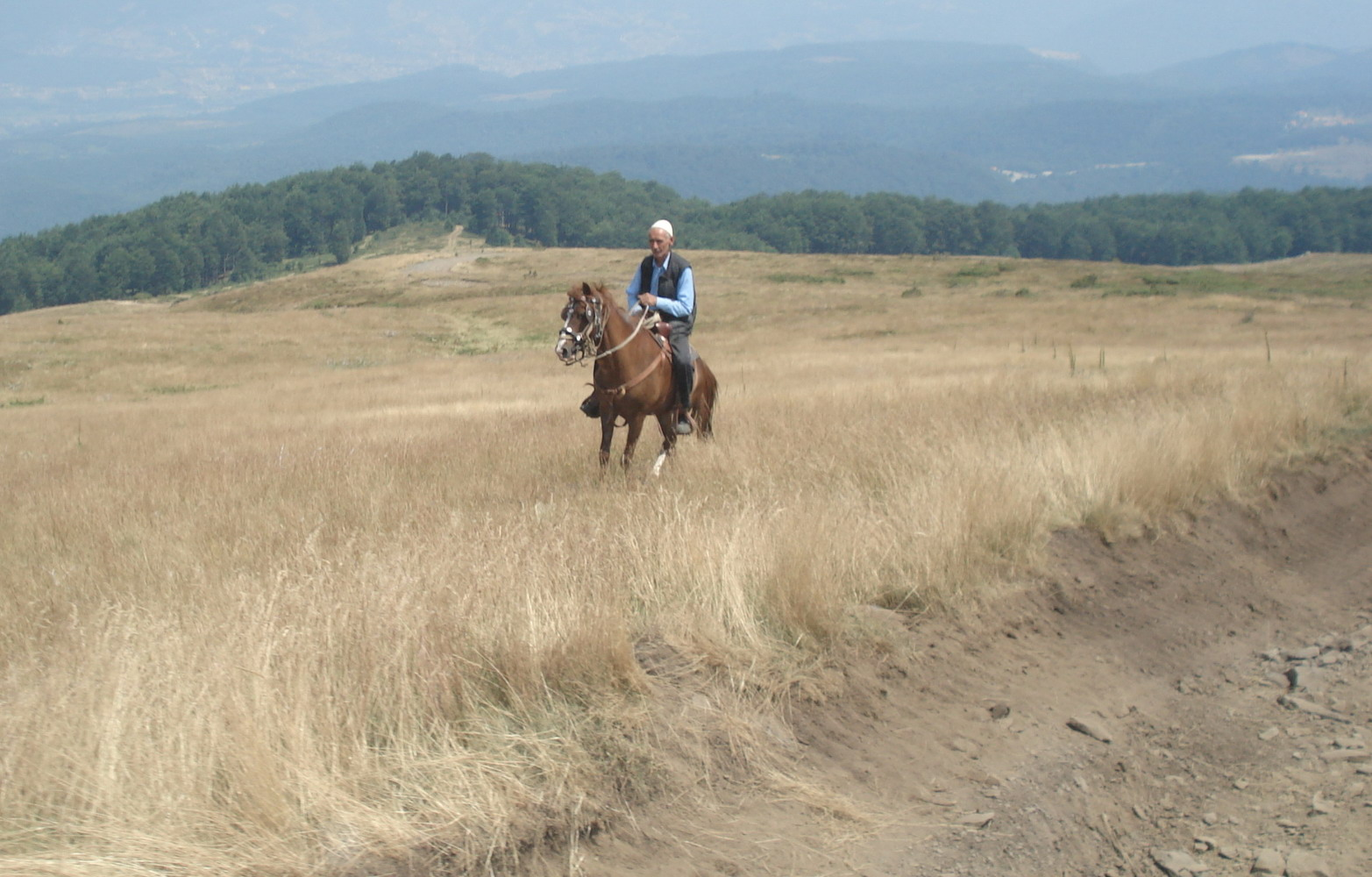
Albanees paard onder het zadel
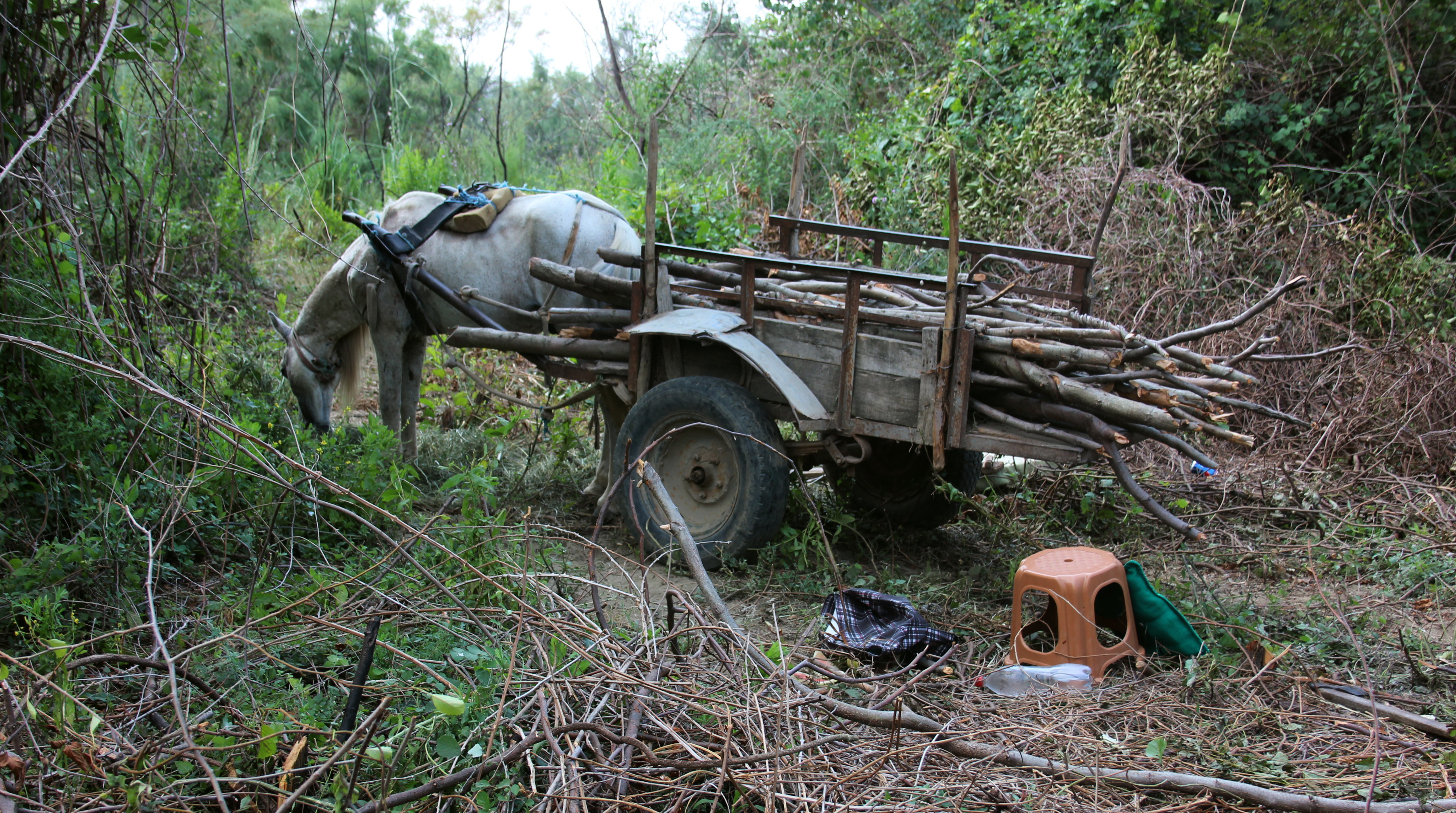
Bosbouw met paardenkar
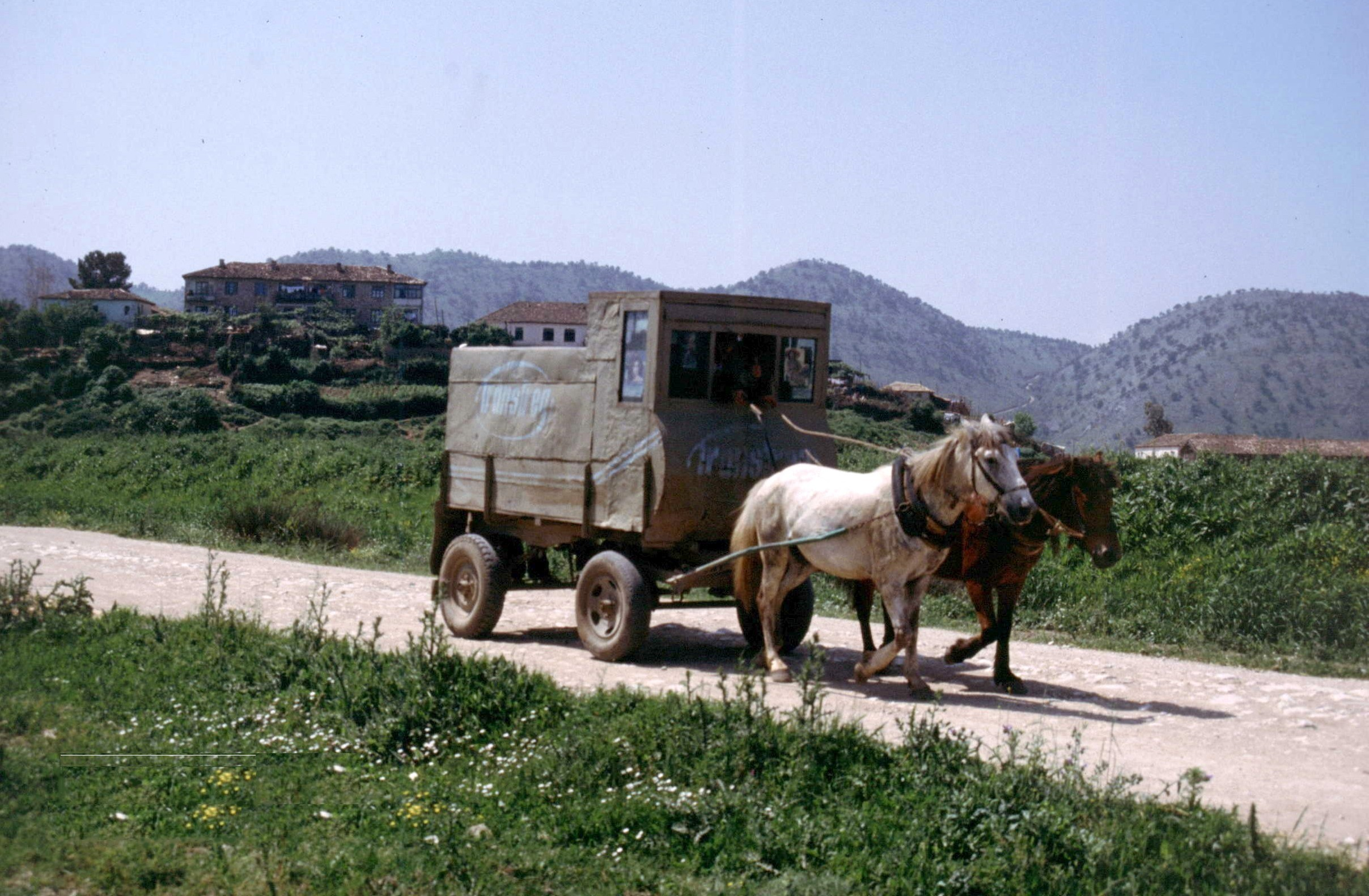
Wegtransport met tweespan

Aegidienberger · 
Albanees paard · 
Ariégeois ·
Avelignese · 
Bardigiano · 
Connemarapony · 
Dalespony · 
Dartmoorpony · 
Dülmener · 
Eriskay pony · 
Exmoorpony · 
Fellpony · 
Fjord · 
Garrano · 
Giara-paard · 
Gotlandpony · 
Hackneypony · 
Haflinger · 
Haflo-arabier · 
Highlandpony · 
Huzule · 
IJslander · 
Konik · 
Lewitzer · 
Mérens · 
Newforestpony ·
Pottok ·
Salerno · 
Shetlandpony · 
Skyros · 
Sorraia · 
Welsh pony